# Jean-Louis Ricci

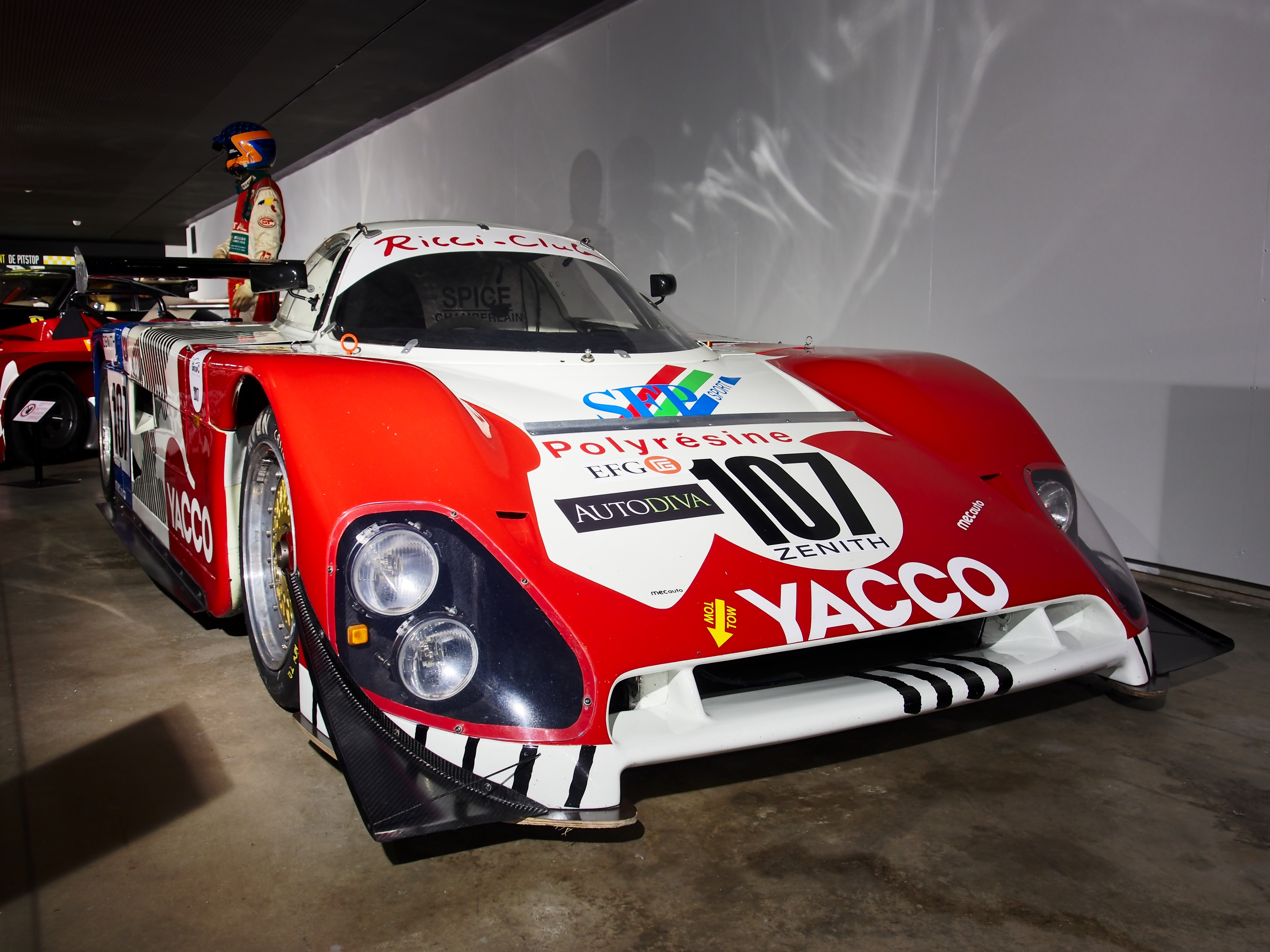
Der Spice SE88C mit dem Jean-Louis Ricci, Jean-Claude Andruet und Claude Ballot-Léna beim 24-Stunden-Rennen von Le Mans 1988 am Start waren

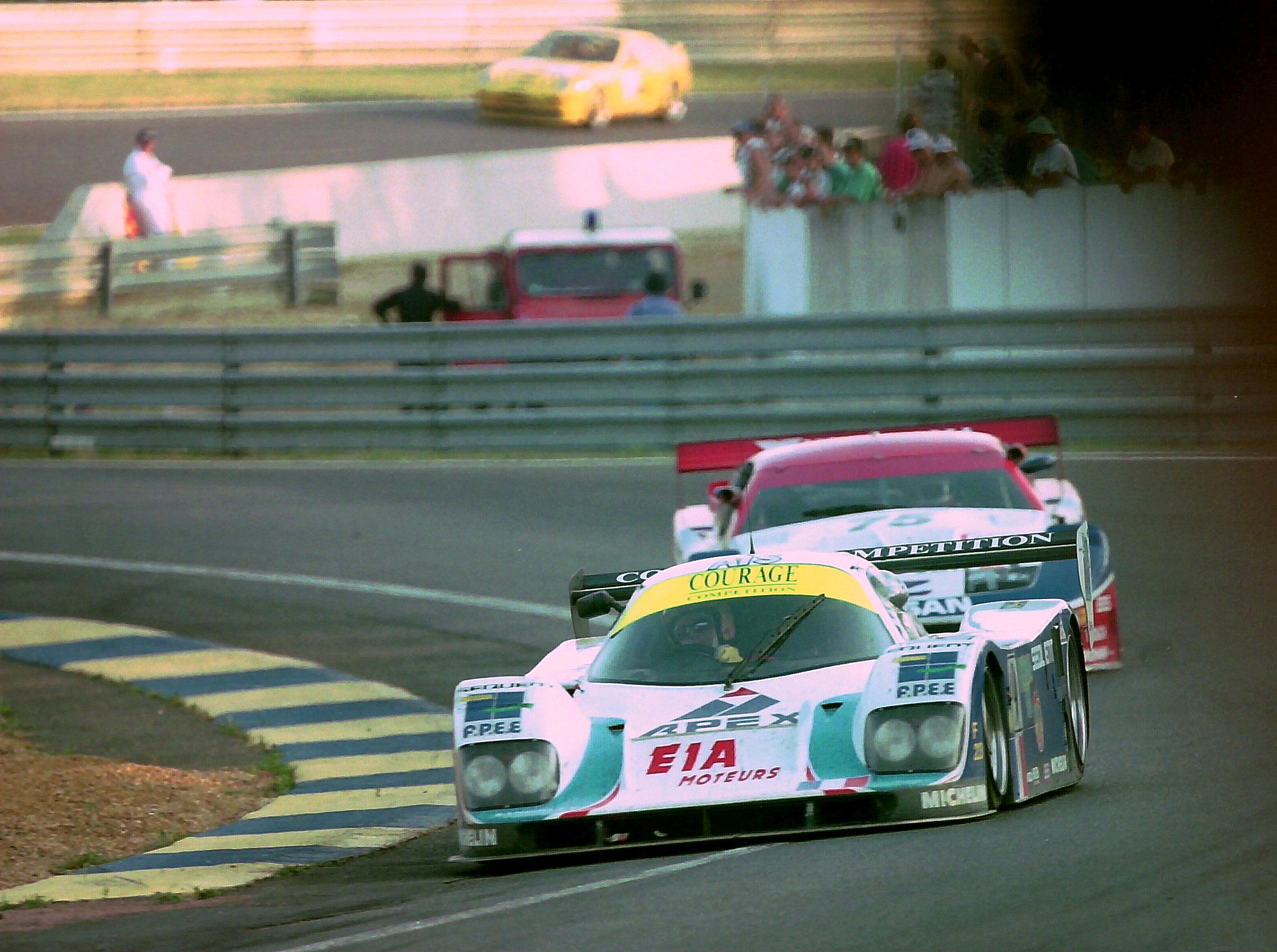
Der von Jean-Louis Ricci beim 24-Stunden-Rennen von Le Mans 1994 gefahrene Courage C32

Jean-Louis Robert Ricci (* 22. Februar 1944 in Boulogne-Billancourt; † 27. Februar 2001 in Paris) war ein französischer Automobilrennfahrer.

## Karriere im Motorsport
Der vermögende Jean-Louis Ricci bestritt von 1987 bis zu seiner schwere Erkrankung im Jahr 2000 Touren- und Sportwagenrennen. Durch seine finanzielle Unabhängigkeit konnte er sich oft Teams und Cockpits aussuchen; nicht selten stand er auch Teamverantwortlichen mit Unterstützung zur Seite. Ricci war aber kein klassischer Bezahlfahrer; Fachleute bemerkten neben seiner professionellen Einstellung auch ein rennfahrerisches Talent. Sein erstes großes Rennen war das 24-Stunden-Rennen von Le Mans 1987, wo er sich das Cockpit eines Royale RP40 mit dem Italiener Olindo Iacobelli und dem Franzosen George Tessier teilte. Der britische Gruppe-C2-Rennwagen, der einen 3,3-Liter-DFL-V8-Motor von Cosworth hatte, fiel schon nach 13 Runden durch einen Motorschaden aus.
Ricci war zwölfmal beim 24-Stunden-Rennen von Le Mans am Start, unter anderem für Joest Racing und das Team von Yves Courage. Partner waren Fahrer wie Henri Pescarolo, Claude Ballot-Léna und Jean-Claude Andruet, mit denen er auch freundschaftlich verbunden war. Seine besten Ergebnisse in Le Mans erzielte er 1989 und 1992, als er jeweils Sechster im Gesamtklassement wurde.
Sein letztes Rennen fuhr er 2000 (mit Sohn Romano im Team) in Le Mans und erkrankte dann schwer. Fünf Tage nach seinem 57. Geburtstag starb er im Februar 2001 an den Folgen einer Krebserkrankung.

## Statistik

### Le-Mans-Ergebnisse
| Jahr | Team                    | Fahrzeug            | Teamkollege         | Teamkollege        | Platzierung            | Ausfallgrund |
| ---- | ----------------------- | ------------------- | ------------------- | ------------------ | ---------------------- | ------------ |
| 1987 | Olindo Iacobelli        | Royale RP40         | Olindo Iacobelli    | George Tessier     | Ausfall                | Motorschaden |
| 1988 | Chamberlain Engineering | Spice Fiero SE88C   | Jean-Claude Andruet | Claude Ballot-Léna | Ausfall                | Motorschaden |
| 1989 | Joest Racing            | Porsche 962C        | Henri Pescarolo     | Claude Ballot-Léna | Rang 6                 |              |
| 1990 | Joest Racing            | Porsche 962C        | Henri Pescarolo     | Jacques Laffite    | Rang 14                |              |
| 1991 | Euro Racing             | Spice SE89C         | Olindo Iacobelli    | Richard Piper      | nicht klassiert        |              |
| 1992 | Courage Compétition     | Cougar C28          | Henri Pescarolo     | Bob Wollek         | Rang 6 und Klassensieg |              |
| 1993 | Courage Compétition     | Courage C30         | Pierre Yver         | Jean-François Yvon | Rang 11                |              |
| 1994 | Courage Compétition     | Courage C32LM       | Andy Evans          | Philippe Olczyk    | Rang 7                 |              |
| 1997 | Courage Compétition     | Courage C36         | Fredrik Ekblom      | Jean-Paul Libert   | Rang 16                |              |
| 1998 | Michel Nourry           | Porsche 911 GT2     | Michel Nourry       | Thierry Perrier    | Rang 18                |              |
| 1999 | Perspektive Racing      | Porsche 911 3.8 RSR | Michel Nourry       | Thierry Perrier    | Rang 21                |              |
| 2000 | Perspektive Racing      | Porsche GT3-R       | Romano Ricci        | Thierry Perrier    | Rang 23                |              |

### Sebring-Ergebnisse
| Jahr | Team                   | Fahrzeug     | Teamkollege         | Teamkollege        | Platzierung | Ausfallgrund |
| ---- | ---------------------- | ------------ | ------------------- | ------------------ | ----------- | ------------ |
| 1988 | Whitehall Rockensports | Spice SE88P  | Skeeter McKitterick | Claude Ballot-Léna | Ausfall     | Zündung      |
| 1989 | Joest Racing           | Porsche 962C | Frank Jelinski      | Bob Wollek         | Rang 5      |              |

### Einzelergebnisse in der Sportwagen-Weltmeisterschaft
| Saison | Team                                     | Rennwagen               | 1   | 2   | 3   | 4   | 5   | 6   | 7   | 8   | 9   | 10  | 11  |
| ------ | ---------------------------------------- | ----------------------- | --- | --- | --- | --- | --- | --- | --- | --- | --- | --- | --- |
| 1987   | Olindo Iacobelli Chamberlain Engineering | Royale RP40 Spice SE86C | JAR | JER | MON | SIL | LEM | NÜN | BRH | NÜR | SPA | FUJ |     |
| 1987   | Olindo Iacobelli Chamberlain Engineering | Royale RP40 Spice SE86C |     |     |     |     | DNF |     | 7   | DNF | 15  | DNF |     |
| 1988   | Chamberlain Engineering                  | Spice SE88C             | JER | JAR | MON | SIL | LEM | BRÜ | BRH | NÜR | SPA | FUJ | SAN |
| 1988   | Chamberlain Engineering                  | Spice SE88C             | 10  | 10  | 11  | 12  | DNF | DNF | 8   | DNF | 16  | DNF | DNF |
| 1989   | Joest Racing                             | Porsche 962             | SUZ | DIJ | JAR | BRH | NÜR | DON | SPA | MEX |     |     |     |
| 1989   | Joest Racing                             | Porsche 962             | DNF | 7   |     | DNF | 20  | 8   | 6   | 3   |     |     |     |
| 1990   | Konrad Motorsport Joest Racing           | Porsche 962             | SUZ | MON | SIL | SPA | DIJ | NÜR | DON | MOT | MEX |     |     |
| 1990   | Konrad Motorsport Joest Racing           | Porsche 962             | 19  | 14  |     | 15  | 9   |     |     |     |     |     |     |
| 1991   | Euro Racing                              | Spice SE89C             | SUZ | MON | SIL | LEM | NÜR | MAG | MEX | AUT |     |     |     |
| 1991   | Euro Racing                              | Spice SE89C             |     |     |     | DNF |     | DNF |     |     |     |     |     |
| 1992   | Courage Compétition                      | Cougar C28              | MON | SIL | LEM | DON | SUZ | MAG |     |     |     |     |     |
| 1992   | Courage Compétition                      | Cougar C28              | 6   |     |     |     |     |     |     |     |     |     |     |